# Euchaetes expressa
Euchaetes expressa là một loài bướm đêm thuộc phân họ Arctiinae, họ Erebidae.